# تاریخ قرون وسطای کمبریج
تاریخ قرون وسطی کمبریج (انگلیسی: The Cambridge Medieval History)، کتابی است در رابطه با تاریخ قرون وسطی، از امپراتروی مسیحی روم تا واواخر قرون وسطی، که در ۸ جلد توسط انتشارات دانشگاه کمبریج و مک‌میلان در فاصله سال‌های ۱۹۱۱ تا ۱۹۳۶ منتشر شده‌است. انتشار این مجموعه به خاطر جنگ جهانی برای مدتی به تأخیر افتاد و تیم ویراستاری آن نیز بعد از این حادثه تغییر کرد.